# Copa EuroAmericana de 2014
A Copa EuroAmericana de 2014 foi um torneio de futebol internacional, de caráter amistoso, que foi disputado de 20 de julho a 2 de agosto de 2014. O patrocinador e organizador da competição foi a plataforma de televisão a cabo DirecTV, que transmitiu todas as partidas através de seu canal DIRECTV Sports. Outros canais de televisão também transmitiram os jogos que foram disputados em seu país, como no Brasil, onde a Rede Bandeirantes transmitiu o jogo do clube brasileiro Palmeiras. Na TV por assinatura, BandSports e Sports+, transmitiram toda competição para o Brasil. Esta foi a primeira vez que clubes da CONCACAF disputaram a competição, juntamente com os clubes das já tradicionais confederações CONMEBOL e UEFA.
A Europa, representada pelo Atlético de Madrid, Fiorentina, Monaco e Valencia, ganhou a taça por um placar geral de 5 a 4, batendo a América, representada pelo Alianza Lima, Atlético Nacional, América, Estudiantes, Junior de Barranquilla, Palmeiras, San Jose Earthquakes, Universidad Católica e Universitario.

## Forma de disputa
Todos os jogos são disputados dentro das regras do futebol. Em caso de empate após os 90 minutos, é disputado uma prorrogação em dois períodos de 15 minutos cada, e se continuar empatado, o campeão será definido através de disputa de pênaltis. A confederação do time vencedor de cada partida é premiado com um ponto, e a confederação com maior número de pontos será a campeã.

## Sedes
| Barranquilla              | Lima                       | Cidade do México       | San José                        |
| ------------------------- | -------------------------- | ---------------------- | ------------------------------- |
| Estádio Metropolitano     | Estádio Nacional           | Estádio Azteca         | Buck Shaw Stadium               |
| Colômbia                  | Peru                       | México                 | Estados Unidos                  |
| Capacidade: 46 788        | Capacidade: 50 000         | Capacidade: 105 000    | Capacidade: 11 500              |
|                           |                            |                        |                                 |
| Medellín                  | La Plata                   | Lima                   | Santiago                        |
| Estádio Atanasio Girardot | Estádio Ciudad de La Plata | Estádio Monumental "U" | Estádio San Carlos de Apoquindo |
| Colômbia                  | Argentina                  | Peru                   | Chile                           |
| Capacidade: 45 739        | Capacidade: 53 000         | Capacidade: 80 093     | Capacidade: 16 000              |
|                           |                            |                        |                                 |
| São Paulo                 |                            |                        |                                 |
| Estádio do Pacaembu       |                            |                        |                                 |
| Brasil                    |                            |                        |                                 |
| Capacidade: 40 199        |                            |                        |                                 |
|                           |                            |                        |                                 |

## Jogos
| 20 de julho   | Junior de Barranquilla | 0 – 1 | Monaco         | Estádio Metropolitano, Barranquilla, Colômbia              |
| 19:00 (UTC-3) |                        | Ficha | 45+1' Berbatov | Público: 30 000 Árbitro: COL José Hernando Buitrago (FIFA) |

| 23 de julho   | Atlético Nacional                          | 2 – 4 | Monaco                                                                    | Marlins Park Stadium, Miami, Estados Unidos |
| 21:00 (UTC-3) | Santiago Tréllez 63' · Sebastián Pérez 88' | Ficha | Anthony Martial 6' · Berbatov 16' · Fabinho 39' · Ferreira Carrasco 90+2' | Público: 15 102 Árbitro: EUA Mark Kadlecik  |

| 26 de julho   | Estudiantes | 0 – 1 | Fiorentina      | Estádio Ciudad de La Plata, La Plata, Argentina   |
| 15:00 (UTC-3) |             | Ficha | 29' Mario Gómez | Público: 12 000 Árbitro: ARG Néstor Pitana (FIFA) |

| 26 de julho   | Alianza Lima                 | 2 – 2 | Valencia                   | Estádio Nacional, Lima, Peru              |
| 19:30 (UTC-3) | Guevgeozián 13' · Montes 27' | Ficha | 56' Alcácer · 62' Otamendi | Público: 10 000 Árbitro: PER Manuel Garay |

|                                                                                            |       | Penalidades                                                                     |  |
| Ibáñez Aparicio Trujillo Uribe González-Vigil Kahn Guizasola Molina Donayre Forsyth Ibáñez | 9 – 8 | Alcácer Otamendi Gomes Barragán De Paul Fuego Ruiz Ibáñez Gayà Domènech Alcácer |  |

| 27 de julho   | San Jose Earthquakes | 0 – 0 | Atlético de Madrid | Candlestick Park, São Francisco, Estados Unidos |
| 21:00 (UTC-3) |                      | Ficha |                    | Público: 15 558 Árbitro: EUA Ramón Hernández    |

|                                            |       | Penalidades                         |  |
| Stephenson Cronin Schuler Francis Barklage | 3 - 4 | Siqueira Gabi Miranda Suárez Ñíguez |  |

| 29 de julho   | Universidad Católica | 1 – 0 | Valencia | Estádio San Carlos de Apoquindo, Santiago, Chile  |
| 21:00 (UTC-3) | Muñoz 89'            | Ficha |          | Público: 10 000 Árbitro: CHI Enrique Osses (FIFA) |

| 30 de julho   | América | 0 – 0 | Atlético de Madrid | Estádio Azteca, Cidade do México, México  |
| 19:00 (UTC-3) |         | Ficha |                    | Árbitro: MEX Roberto García Orozco (FIFA) |

|                                       |       | Penalidades                             |  |
| Jiménez Zúñiga Velasco Burón González | 3 – 2 | Gabi Siqueira Miranda Koke Mario Suárez |  |

| 30 de julho   | Palmeiras                     | 2 – 1 | Fiorentina | Estádio do Pacaembu, São Paulo, Brasil                 |
| 21:50 (UTC-3) | Victor Luis 13' · Leandro 35' | Ficha | 73' Rossi  | Público: 20 285 Árbitro: BRA Raphael Claus (asp. FIFA) |

| 2 de agosto   | Universitario | 0 – 1 | Fiorentina    | Estádio Nacional, Lima, Peru |
| 19:00 (UTC-3) |               | Ficha | 33' Brillante | Árbitro: PER Víctor Carrillo |

## Artilharia
2 gols (1)
- Berbatov (Monaco)

1 gol (15)
| - Alcácer (Valencia) - Anthony Martial (Monaco) - Brillante - Fabinho (Monaco) - Leandro (Palmeiras) | - Mauro Guevgeozián (Alianza Lima) - Mario Gómez (Fiorentina) - Montes (Alianza Lima) - Muñoz (Universidad Católica) - Otamendi (Valencia) | - Rossi (Fiorentina) - Santiago Tréllez (Atlético Nacional) - Sebastián Pérez (Atlético Nacional) - Victor Luis (Palmeiras) - Ferreira Carrasco (Monaco) |